# Čremošné-Tunnel
Der Čremošné-Tunnel (slowakisch Čremošniansky tunel, auch Harmanec-Tunnel genannt) ist mit 4697 m der längste Eisenbahntunnel der Slowakei und der ehemaligen Tschechoslowakei. Er befindet sich auf der Bahnstrecke Banská Bystrica–Dolná Štubňa (km 27,847–km 32,544) und unterquert den Sattel Malý Šturec (am Übergang zwischen den Gebirgen Große Fatra und Kremnitzer Berge) zwischen dem namensgebenden Ort Čremošné auf der Westseite und Harmanec auf der Ostseite. Er ist ein Scheiteltunnel und der letzte von insgesamt 22 Tunneln auf der Bahnstrecke, von Banská Bystrica heraus gesehen (er trägt jedoch die Nummer 14). Der Tunnel ist eingleisig und nicht elektrifiziert.
Geologisch gesehen durchquert der Tunnel Gesteinsschichten, die aus Dolomit (47 %), Mergelkalk (34 %) und Gutensteiner Kalk (19 %) bestehen. Der Spatenstich zum Bau des Tunnels sowie der ganzen Bahnstrecke fand unter Anwesenheit des Präsidenten der Tschechoslowakei Edvard Beneš am 28. September 1936 statt. Die Bauweise erfolgte in der Österreichischen Tunnelbauweise, wie schon fast 100 Jahre früher der Busserltunnel bei Gumpoldskirchen in Niederösterreich. Ein großes Problem stellte das Tunnelwasser dar, die Stärke auf der Ostseite erreichte kurzfristig den Maximalwert von 800 l/sek. Dennoch wurde der Richtstollen nach fast zweijähriger Bauzeit am 28. August 1938 durchgeschlagen. Ungefähr bei der Mitte wurde ein Schacht errichtet. Die Bahnstrecke mit dem Tunnel wurde am 19. Dezember 1940 eröffnet.
Ursprünglich trug der Tunnel den Namen von Edvard Beneš. In der Zeit der Ersten Slowakischen Republik nach dem Ende der Tschechoslowakei 1939 trug er per Verordnung den Namen von Andrej Hlinka.